# Rolf Dobelli
Rolf Dobelli (Lucerna, 15 de julho de 1966) é um autor e empresário suíço.

## Biografia
Dobelli estudou filosofia e administração de empresas na Universidade de St. Gallen, onde obteve seu doutorado em "Desconstrução do discurso econômico" em 1995. Em seguida, trabalhou como CFO e CEO em várias subsidiárias da Swissair. Em 1999 ele co-fundou a getAbstract.
Entre 2001 e 2009, Dobelli apresentou um programa semanal de televisão chamado "Seitenweise Wirtschaft" para o jornal suíço e empresa de mídia NZZ. Ele também escreveu uma coluna semanal intitulada "A arte de pensar com clareza".
Dobelli fundou a World.minds em 2008 para criar uma ponte entre as comunidades científica, empresarial e cultural. Entre os palestrantes estavam: Nassim Taleb, Gerhard Schröder, FW de Klerk e Matt Ridley. Em março de 2022, o grupo de mídia Axel Springer assumiu o controle da maioria da World.minds para expandir seu portfólio de negócios comunitários.
Em 2011, Dobelli deixou a getAbstract para se concentrar totalmente na escrita. Sua crescente insatisfação com o mundo dos negócios já se refletia em seu romance de 2003, intitulado “35 – Uma História de Meia-idade”. Mais tarde, ele publicou o livro de 2004 "E o que você faz para viver?" e seu livro de 2007 "Quem sou eu? 777 perguntas indiscretas".

## "Evita o consumo de notícias"
Dobelli, que se considera um estóico moderno, aconselha seus leitores a "evitarem o consumo de notícias".  Ele cita "quinze razões para evitar notícias" em uma postagem de blog de 2013 É tema de um livro em inglês intitulado "Pare de ler as notícias: como lidar com a sobrecarga de informações e pensar com mais clareza". Os escritos de Dobelli às vezes são controversos. A colunista do jornal The Guardian, Madeleine Bunting, chegou a acusar as suas ideias sobre as notícias de serem “perigosas”. Em 2020, Rolf Dobelli afirmou num programa de televisão na China que “as notícias são uma doença para o cérebro”. Além disso, explicou: “Há uma década tomei a decisão de viver completamente sem notícias: sem jornais, sem portais de notícias online, sem televisão, sem rádio. tempo, minha concentração melhorou... e sinto menos ansiedade." Em 2020, numa conversa com Rob Wijnberg Dobelli disse: "As notícias centram-se principalmente em acontecimentos excepcionais. Não ajudam fundamentalmente a compreender o mundo. E deixam-no cínico e ansioso."

## Livros e recepção
Em 2003, Diogenes Verlag (Suíça) publicou seu primeiro romance, Fünfunddreissig ("Trinta e Cinco"), seguido por Und was machen Sie beruflich? ("E o que você faz para viver?") em 2004, Himmelreich (Os Céus) em 2006, Wer bin ich? ("Quem sou eu?") e Turbulenzen ("Turbulência") em 2007 e Massimo Marini em 2010. Os principais temas dos romances de Dobelli são o significado do sucesso e o papel do acaso nos negócios e na vida.
Dobelli é autor do livro The Art of Thinking Clearly, publicado originalmente pela Carl Hanser Verlag em 2011, que foi um sucesso instantâneo, entrando na lista dos mais vendidos da Der Spiegel na Alemanha como número 1. Foi o livro de não ficção mais vendido na Alemanha e na Suíça em 2012.  Foi traduzido para o inglês em 2013 por Nicky Griffin e alcançou o top ten de vendas no Reino Unido,   Coreia do Sul, Índia,  Irlanda,  Hong Kong e Cingapura.  Em 2019, o ex-Chefe do Estado-Maior da Força Aérea dos EUA, Ronald Fogleman, adicionou o livro ao programa de leitura obrigatória do CSAF. Dobelli apresentou seu novo livro, “The Art of the Good Life”, em um evento de revisão de negócios da London School of Economics (LSE) em outubro de 2017.
Em 2020, Dobelli publicou *Pare de ler as notícias: um manifesto para uma vida mais feliz, calma e sábia*. Já em 2012, ele compartilhou um ensaio sobre o tema em seu site pessoal, que foi noticiado pelo The Guardian em 2013. Martin Newman, revisando o livro para a Financial Review, escreveu: "'Stop Reading the News' explora a explosão de notícias baseadas em opinião, a elevação da mediocridade sobre a substância (por exemplo, os Kardashians) e como" as notícias criam a ilusão de empatia. As notícias podem aumentar os níveis de estresse e criar uma mentalidade que reforça a negatividade." Em novembro de 2020, quando questionado sobre como lidar com a pandemia de Covid, Dobelli respondeu simplesmente: "As opiniões são como narizes: todo mundo tem um".
Em 2013, Nassim Nicholas Taleb publicou uma peça em seu lugar site na que acusava a Dobelli de plágio.   Este comentário publicou-se simultaneamente com uma série de ataques pessoais.  Este e outros ataques pessoais têm levado aos comentaristas a questionar a motivação que tinha por trás de Taleb.  Mais tarde, Christopher Chabris também publicou o que disse que era um exemplo no livro de Dobelli que se faz referência mas que não tem aspas.  Ainda que Dobelli nunca afirmou que as ideias eram originais suas, reconheceu o erro e actualizou as edições posteriores.  Claudius Seidl, o editor cultural do Frankfurter Allgemeine Zeitung, tem discutido as afirmações de plagio para comentar: "Nenhuma frase sugere que Dobelli o tenha inventado todo ele mesmo; pelo contrário, às vezes resulta quase um pouco cansado ver como Dobelli se refere repetidamente à autoridade académica das pessoas que lhe deram as ideias".

### Livros
- Dobelli, Rolf. A arte de actuar. Penguin Random House Grupo Editorial, 2016.
- Dobelli, Rolf. A arte de pensar: 52 erros de lógica que é melhor deixar que cometam outros. Penguin Random House Grupo Editorial, 2016.
- Dobelli, Rolf. A arte da boa vida. México: Paidos México, 2018.
- Dobelli, Rolf. Stop Reading the News: A Manifesto for a Happier, Calmer and Wiser Life. Regne Unit, Hodder & Stoughton, 2020.

## Membros
- Edge Foundation, Inc.[20]
- PEN Internacional
- Real Sociedade das Artes